# 북태평양 해류

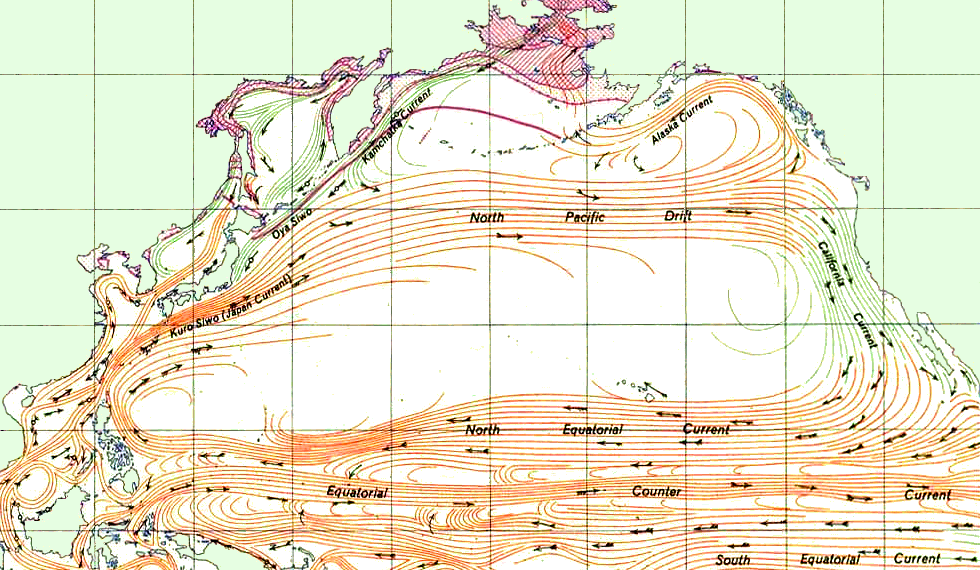

북태평양 해류는 느리고 따뜻한 해류로 태평양의 북위 40~50도에서 서쪽에서 동쪽으로 흐른다. 해류는 북 태평양 순환의 북쪽 부분을 형성한다. 북 태평양 해류는 극동 아시아의 동해안을 특히 일본의 해안을 따라서 북쪽으로 흐르는 쿠로시오 해류와 북극해에 가까운 서북 태평양을 반시계반향으로 순환하는 오야시오 해류의 충돌로 형성된다. 북태평양 해류는 북 태평양 아열대 순환의 부분을 형성한다. 동북 태평양에서 그것은 나뉘어서 남향의 캘리포니아 해류와 북향의 알래스카 해류가 된다.